# عبد الفتاح أبو غدة
عبد الفتاح أبو غُدَّة (1336- 1417 هـ/ 1917- 1997 م) عالم دين سوري، باحث محقق، وأستاذ جامعي، ومحدِّث مسنِد.

الشيخ عبد الفتاح أبو غدة في شبابه

## اسمه ومولده
وُلد أبو زاهد عبد الفتاح بن محمد بن بشير بن حسن أبو غدة الخالدي الحلبي، في مدينة حلب شمالي سورية في 17 رجب سنة 1336 هـ/ 9 مايو 1917 م، في بيت ستر ودين؛ فقد كان والده محمد رجلًا مشهورًا بالتقوى وكان يعمل في تجارة المنسوجات. وابن أخيه عبد الستار أبو غدة هو اقتصادي إسلامي معروف، وابن أخيه الآخر حسن أبو غدة من العلماء.

## نشأته وسيرته
دخل المدرسة العربية الإسلامية الخاصة ودرس فيها من الصف الأول حتى الرابع، ثم دخل مدرسة الشيخ محمد علي الخطيب بحلب ودرس فيها القرآن الكريم وتعلَّم حسن الخط. ثم انتسب إلى المدرسة الخُسرَوية التي بناها خسرو باشا، التي تعرف الآن بالثانوية الشرعية، عندما بلغ التاسعة عشرة من عمره، واستمرَّ فيها من عام 1356هـ/ 1936م حتى عام 1362هـ/ 1942م.
ثم مضى إلى مصر للدراسة في كلية الشريعة بجامعة الأزهر، ومنها حاز شهادة الإجازة عام 1368 هـ  /1948م، ثم درس في كلية اللغة العربية بجامعة الأزهر بالقاهرة أيضًا وحصل على الإجازة منها عام 1370 هـ/ 1950م.
بعد أن أكمل دراسته في مصر، عاد إلى سورية وتقدَّم سنة 1951 لمسابقة اختيار مدرِّسي التربية الإسلامية لدى وِزارة المعارف فكان الناجحَ الأول. درَّس أحد عشر عامًا مادة التربية الإسلامية في ثانويات حلب، وشارك في تأليف الكتب المدرسية المقررة لهذه المادة. ودرَّس أيضًا في المدرسة الشعبانية وهي معهد شرعي أهلي متخصص بتخريج الأئمة والخطباء، ودرَّس في الثانوية الشرعية (الخُسرَوية) التي تخرج فيها من قبل.
ثم انتُدب للتدريس في كلية الشريعة في جامعة دمشق، ودرَّس فيها ثلاث سنوات مواد (أصول الفقه) و(الفقه الحنفي) و(الفقه المقارن). وتولى إدارة موسوعة (الفقه الإسلامي) في الكلية نحو عامين، أتمَّ فيهما كتاب (معجم فقه المحلَّى لابن حزم) وكان سبقه للعمل فيه بعضُ الزملاء، وصدر عن جامعة دمشق ضمن مطبوعاتها في مجلدين كبيرين. وانتُخب عام 1382 هـ نائبًا عن مدينة حلب.
انتقل إلى المملكة العربية السعودية، متعاقدًا مع جامعة الإمام محمد بن سعود في الرياض فعمل مدرسًا فيها، وفي المعهد العالي للقضاء، وأستاذًا لطلبة الدراسات العليا، ومشرفًا على الرسائل العلمية العالية، فتخرَّج به الكثير من الأساتذة والعلماء. وشارك في هذه المدة من 1385- 1408هـ إلى 1965 -1988م في وضع خُطط جامعة الإمام محمد بن سعود ومناهجها، واختير عضوًا في المجلس العلمي فيها، ولقي من إدارة الجامعة كل تكريم وتقدير.
انتُدب الشيخ أستاذًا زائرًا في جامعة أم درمان الإسلامية في السودان وفي معاهد الهند وجامعاتها، وشارك في الكثير من الندَوات والمؤتمرات الإسلامية العلمية، التي تُعقَد على مستوى العالم الإسلامي. وكانت له جهود طيبة في جميع هذه المجالات. ثم عاد للعمل في جامعة الملك سعود في الرياض.
وفي عام 1415هـ / 1995م، عاد أبو غدة إلى سورية في إطار اتفاق مع الحكومة السورية يقضي بعودته، شرط امتناعه عن ممارسة أي نشاط سياسي، والاكتفاء بالعمل في الشؤون الدينية والعلمية. وتلقى دعوةً من الرئيس حافظ الأسد ليعود إلى سورية، حيث أعرب على لسان الدكتور محمد سعيد رمضان البوطي أنه يُكنُّ له احترامًا كبيرًا، ويرغب أن يكون بين أهله في بلده، مبديًا رغبته في لقائه. استجاب الشيخ للمبادرة وعاد إلى بلده بعد غيبة سبعة عشر عامًا وكان موضعَ حفاوة رسمية ممن لقيَ من المسؤولين، لكنه لم يُقدَّر أن يلتقيَ الرئيس.

## أشهر شيوخه
قال في كتابه (كلمات في كشف أباطيلَ وافتراءات) ص38: « تلقيت العلم عن نحو مئة عالم والحمد لله في بلدي حلب، وفي غيرها من بلاد الشام ومكة والمدينة المنورة ومصر والهند وباكستان والمغرب وغيرها.. وأخذت منهم وكل واحد منهم له مشربه ومذهبه وما التزمت قولَ أحد منهم لأنه شيخي وأستاذي، بل ألتزم ما أراه صوابًا وأعتقده حقًا أو راجحًا
».
أما مشايخه فهم (تسلسليًا):
1. عيسى البيانوني كان يسكن في الحي الذي كان يسكن فيه الشيخ عبد الفتاح، وكان من أكثر الشيوخ الذين تأثر بهم.[4]
2. إبراهيم السلقيني الجد، ويقول عنه الشيخ عبد الفتاح: « كان شيخًا من الأولياء، وكان يدرِّسنا النحو في "القَطْر"، وكان يغلبه البكاء، فكان حاله ينفعنا أكثر من انتفاعنا بالمواعظ ».
3. محمد راغب الطباخ، مؤرخ حلب ومحدِّثها.
4. محمد الناشد النحوي الأديب.
5. محمد سعيد الإدلبي.
6. مصطفى الزرقا الفقيه الأديب.
7. محمد نجيب سراج الدين والد الشيخ عبد الله سراج الدين.
8. مصطفى صبري شيخ الإسلام في الدولة العثمانية.
9. محمد زاهد الكوثري الشيخ المحدِّث.
10. محمد يوسف البنوري.

## أشهر تلاميذه
- محمد أبو الفتح البيانوني،[5] وهو حفيد شيخه الشيخ عيسى البيانوني،[6] وابن صديقه الشيخ أحمد عز الدين البيانوني.[7]
- محمد عوامة.
- محمد بن عبد الله آل رشيد، له كتاب إمداد الفتاح.
- سلمان الحسيني الندوي.
- مجد مكي.
- محمد أكرم الندوي.
- علي جمعة.
- محمد عبد المالك العالم المحقق البنجلاديشي.
- محمد كمال المحقق الأديب.
- سائد بكداش.

## اعتقاله
سُجن سنة 1966 مع ثلة من رجال العلم والفكر في سورية، ومكث في سجن تدمر الصحراوي أحد عشر شهرًا. وبعد نكسة الخامس من حَزيران سنة 1967 اضطر الحاكمون إلى الإفراج عن جميع المعتقلين السياسيين، وكان الشيخ منهم.

## رحلاته العلمية
رحل إلى العديد من الدول ومنها مصر، والتقى فيها علماءها الكبار من الأزهريين وغير الأزهريين منهم: الشيخ يوسف الدِّجْوي، والشيخ مصطفى صبري، والشيخ محمد زاهد الكوثري، والشيخ محمد الخضر حسين التونسي شيخ الأزهر، والشيخ أحمد محمد شاكر الحسني أحد مؤسسي حركة أنصار السنة المحمدية. والتقى كذلك الداعية حسن البنَّا مؤسس حركة الإخوان المسلمين ويعد الشيخ من أوائل العلماء السوريين الذين انضمُّوا للحركة وناصروها مع الشيخ محمد الحامد والدكتور مصطفى السباعي الذي كان مؤسسَ التنظيم في سورية وأول مرشد للحركة فيها، وانتُخب بعد وفاته الشيخُ أبو غدة مرشدًا للإخوان في سوريا، وبقي في منصبه هذا إلى أن تركه لانشغاله بالعلم. وكان يحضُر دروس الثلاثاء الدعوية للشيخ حسن البنا وكان يطلق عليه لقبَ الراشد المرشد.
رحل إلى الحرمين الشريفين حاجًا لبيت الله الحرام وزائرًا للنبي محمد في عام 1376 هـ والتقى في هذه الزيارة كبارَ العلماء، ومنهم في المدينة: الشيخ بدر عالم، والشيخ إبراهيم الختني. والتقى في مكة المكرمة الشيخ محمد يحيى أمان، والسيد علوي المالكي والد الشيخ الدكتور محمد علوي المالكي، والشيخ حسن مشاط المالكي المكي، والشيخ محمد ياسين الفاداني.
ورحل إلى العراق والتقى هناك الشيخ أمجد الزهاوي وأخذ منه الإجازة، والتقى بمشايخَ آخرين. ورحل إلى الهند وباكستان من العراق عن طريق البحر، والتقى أجلَّة علماء تلك الديار منهم العلامة المحدث محمد زكريا الكاندهلوي، والشيخ عتيق الرحمن كبير علماء دِهلي، والداعية محمد يوسف الكاندهلوي أمير حركة التبليغ صاحب كتاب (حياة الصحابة)، والعالم الداعية أبا الحسن النَّدْوي. والتقى في باكستان الشيخ محمد شفيع مفتي باكستان وغيره. وحاضر في ملتقى الفكر الإسلامي بمدينة قسنطينة في الجزائر عام 1983 م تحت عنوان الاجتهاد، ورحل إلى المغرب بدعوة من ملك المغرب لإلقاء محاضرات في الدروس الحسنية.
ورحل إلى اليمن ودرَّس في جامعتها ودخل صنعاء وتَعْز وزَبِيد وأخذ عن علمائها، منهم: المقرئ يحيى الكبسي، والشيخ ثابت مهران، والتقى علماء تَرِيم. ورحل إلى أفغانستان ساعيًا للإصلاح بين الفئات المتقاتلة هناك. وزار أغلبَ بلاد العالم الإسلامي، وسافر إلى أوروبا في دعوة من جامعة أكسفورد في بريطانيا لإلقاء بعض الدروس، ورافقه فيها الشيخ يوسف القرضاوي. وسافر في زيارات متعددة للأحساء والتقى فيها الكثيرَ من العلماء منهم الشيخ محمد بن إبراهيم آل الشيخ مبارك الأحسائي المالكي، والشيخ عبد الرحمن البوبكر المُلَّا الحنفي، والشيخ أحمد آل دوغان الشافعي الأحسائي.
وفي المملكة العربية السعودية التقى الشيخ محمد بن إبراهيم آل الشيخ مفتي المملكة، وحضر له بعضَ دروس التفسير التي كانت تُقام في مسجده بالرياض، وكان بيته قريبًا منه.

## أشهر كتبه
للشيخ أكثر من سبعين مؤلفًا بين تحقيق وتأليف، أغلبها في علم الحديث، منها:

### في التحقيق
1. رسالة المُسترشِدين، للإمام المحاسبي، زاد فيه الشيخ زيادات نافعة، وصار يُدرَّس في بعض الجامعات في مادة الأخلاق الإسلامية.
2. الرفع والتكميل في الجرح والتعديل، للإمام اللكنوي، الذي اهتم بكتبه وحقق أغلبها.
3. إقامة الحُجَّة على أن الإكثار من التعبُّد ليس ببدعة، للإمام اللكنوي.
4. التصريح بما تواتر في نزول المسيح، للإمام محمد أنور كشميري.
5. فتح باب العناية بشرح كتاب النقاية، في فقه الإمام أبي حنيفة.
6. الحلال والحرام وبعض قواعدهما، لشيخ الإسلام ابن تيمية.
7. قواعد في علم الحديث، لشيخه ظفر أحمد التهانوي.
8. سنن النسائي، للإمام أحمد بن شعيب النسائي.
9. سباحة الفكر في الجهر بالذكر: للإمام اللكنوي.
10. المِنَح المطلوبة في استحباب رفع اليدين في الدعاء بعد الصلوات المكتوبة، للمحدِّث أحمد بن الصدِّيق الغُماري.

### في التأليف
1. الرسول المعلِّم ﷺ وأساليبه في التعليم.
2. أمراء المؤمنين في الحديث.
3. صفحات من صبر العلماء على شدائد العلم والتحصيل.
4. العلماء العزَّاب الذين آثروا العلم على الزواج.[9]
5. قيمة الزمن عند العلماء.
6. الإسناد من الدين.
7. من أدب الإسلام.

## وفاته
في شهر شعبان 1417 هـ / 1996 م شعر الشيخ بضعف في نظره فعاد من حلب إلى الرياض ليتلقى العلاج، لكن لم يكن ناجحًا، ونتج عنه صُداع شديد لازمَه طَوال أيامه الباقية، واشتكى في أواخر رمضان من ألم في البطن أُدخل على إثره مستشفى الملك فيصل التخصصي وتبين أنه ناتج عن نزف داخلي بسبب التهاب، وما لبث أن توفي فجر يوم الأحد 9 شوال 1417هـ الموافق 16 فبراير 1997م عن عمر يناهز الثمانين عامًا.

## كتب عنه
- الشيخ عبد الفتاح أبو غدة كما عرفته، تأليف: محمد علي الهاشمي.
- عبد الفتاح أبو غدة ريحانة المحدِّثين وقدوة المحققين، تأليف: إبراهيم حسن الأسطل.

## وصلات خارجية
- موقع الشيخ علي الويب
- عبد الفتاح أبو غدة.. المدافع عن السنة، أعلام، إخوان أون لاين، 30 أكتوبر 2008 م